# You're All I Need to Get By
You're All I Need to Get By registrata dal cantante statunitense Marvin Gaye in duetto con Tammi Terrell, per l'album di Gaye You're All I Need e pubblicata come singolo dalla Motown Records' nel 1968. Il brano fu scritto da Nickolas Ashford e Valerie Simpson.

## Tracce
LATO A
1. You're All I Need to Get By

LATO B
1. Two Can Have a Party

## Classifiche
| Classifica (1968)      | Posizione più alta |
| ---------------------- | ------------------ |
| U.S. Billboard Hot 100 | 7                  |
| U.S. R&B Chart         | 1                  |
| Regno Unito            | 19                 |

## Versione di Aretha Franklin
Aretha Franklin registrò una popolare cover del brano, che venne inserita nel suo greatest hits del 1970 Aretha's Greatest Hits, pubblicato dalla Atlantic Records. La sua versione raggiunse la terza posizione R&B singles chart e la diciannovesima della Billboard Hot 100.

### Tracce
LATO A
1. You're All I Need to Get By

LATO B
1. I'll Be There for You

### Classifiche
| Classifica (1970)      | Posizione più alta |
| ---------------------- | ------------------ |
| U.S. Billboard Hot 100 | 19                 |
| U.S. R&B Chart         | 3                  |

## Altre versioni
Dionne Warwick incise la canzone nel 1969 per l'album Soulful, mentre Diana Ross la registrò nel 1970 per l'album Diana Ross. Ashford e Simpson produssero anche la versione della Ross. Nel 1978 il brano fu reinterpretato da Johnny Mathis e Deniece Williams, e da Gloria Gaynor incluso nel suo 4º album "Park Avenue Sound". Natalie Appleton e Bootsy Collins hanno registrato la canzone nel 2000 per la colonna sonora del film Honest. Il brano è anche entrato a far parte della serie televisiva Glee, nel quattordicesimo episodio della quarta stagione.